# David Puntigam
David Puntigam (* 24. November 2003 in Graz) ist ein österreichischer Fußballtorwart.

## Karriere
Puntigam begann seine Karriere beim SC Kalsdorf. Im Juni 2019 spielte er erstmals für die zweite Mannschaft der Kalsdorfer in der sechstklassigen Unterliga. Insgesamt kam er zu 17 Einsätzen in der Unterliga. Im Oktober 2019 stand er erstmals im Kader der Regionalligamannschaft der Steirer, zu einem Einsatz kam er aber nie.
Zur Saison 2021/22 wechselte Puntigam zum Bundesligisten SK Austria Klagenfurt. Zu einem Profieinsatz für Klagenfurt kam er aber nie, für die Amateure absolvierte er in drei Jahren insgesamt 33 Spiele in der Kärntner Liga bzw. der fünftklassigen Unterliga.
Zur Saison 2024/25 wechselte er zum Zweitligisten Kapfenberger SV. Sein Debüt in der 2. Liga gab er im September 2024, als er am achten Spieltag jener Saison gegen den FC Liefering in der 19. Minute für Richard Strebinger eingewechselt wurde.